# Mistrzostwa NCAA Division III w Zapasach w 2023
Mistrzostwa NCAA Division III w zapasach w 2023 roku rozegrane zostały w Roanoke w dniach 10–11 marca. Zawody odbyły się w Berglund Center.
- Outstanding Wrestler – Jaritt Shinhoster[2].

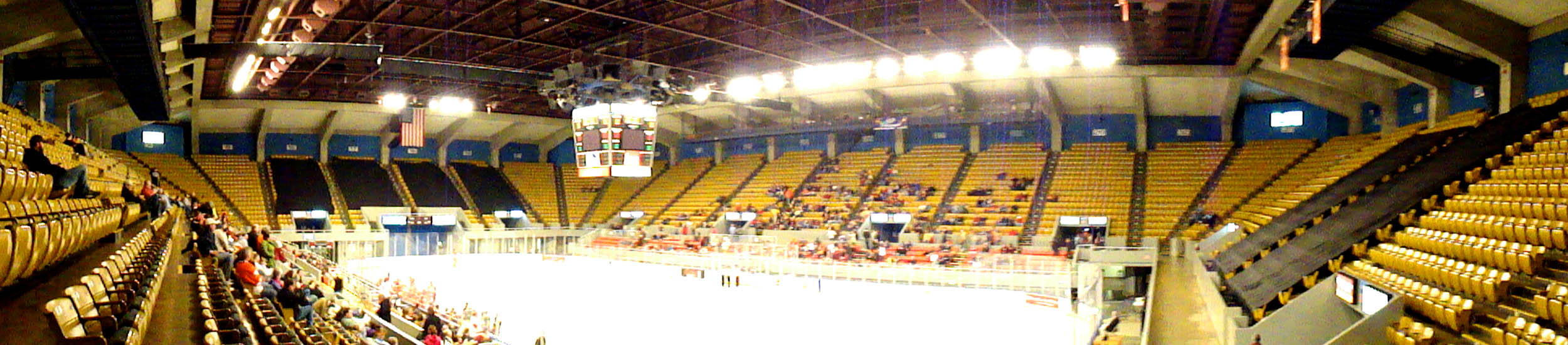

Punkty zdobyło 55 drużyn.

## Wyniki

### Drużynowo
| Kolejność | Szkoła                            | Zespół         |
| --------- | --------------------------------- | -------------- |
| 1.        | Augsburg University               | Auggies        |
| 2.        | Wartburg College                  | Knights        |
| 3.        | Baldwin Wallace University        | Yellow Jackets |
| 4.        | North Central College             | Cardinals      |
| 5.        | University of Wisconsin–La Crosse | Eagles         |
| 6.        | Johnson & Wales University        | Wildcats       |
| 7.        | Stevens Institute of Technology   | Ducks          |
| 8.        | University of Dubuque             | Spartans       |

### All American

#### 125 lb
| Lp. | Zawodnik         | Szkoła          |
| --- | ---------------- | --------------- |
| 1.  | Joziah Fry       | Johnson & Wales |
| 2.  | Jacob Decatur    | Baldwin Wallace |
| 3.  | Christian Guzman | North Central   |
| 4.  | Jake Craig       | Southern Maine  |
| 5.  | Zac Blasioli     | Millikin        |
| 6.  | Mason Barrett    | Averett         |
| 7.  | Brady Koontz     | Dubuque         |
| 8.  | Joey Lamparelli  | Muhlenberg      |

#### 133 lb
| Lp. | Zawodnik         | Szkoła                 |
| --- | ---------------- | ---------------------- |
| 1.  | Robbie Precin    | North Central          |
| 2.  | Dalton Rohrbaugh | York                   |
| 3.  | Tyler Fleetwood  | Wisconsin–Eau Claire   |
| 4.  | Jaden Hinton     | Baldwin Wallace        |
| 5.  | Dylan Koontz     | Dubuque                |
| 6.  | Ty Bisek         | Concordia              |
| 7.  | Luke Kowolski    | Gettysburg             |
| 8.  | Chase Randall    | US Coast Guard Academy |

#### 141 lb
| Lp. | Zawodnik                  | Szkoła          |
| --- | ------------------------- | --------------- |
| 1.  | Sam Stuhl                 | Augsburg        |
| 2.  | Ethan Harsted             | Wheaton College |
| 3.  | Jacob Reed                | Ohio Northern   |
| 4.  | Domenic Difrancescantonio | New Jersey      |
| 5.  | Kyle Slendorn             | Stevens IT      |
| 6.  | Zayren Terukina           | Wartburg        |
| 7.  | James Rodriguez           | Castleton       |
| 8.  | Josh Wilson               | Greensboro      |

#### 149 lb
| Lp. | Zawodnik         | Szkoła          |
| --- | ---------------- | --------------- |
| 1.  | Michael Petrella | Baldwin Wallace |
| 2.  | Javen Estrada    | North Central   |
| 3.  | Hayden Brown     | Johnson & Wales |
| 4.  | Hunter Gutierrez | Stevens IT      |
| 5.  | Chase Sumner     | Ohio Northern   |
| 6.  | Thomas Monn      | McDaniel        |
| 7.  | Chase Parrott    | Springfield     |
| 8.  | Charlie Stuhl    | Augsburg        |

#### 157 lb
| Lp. | Zawodnik            | Szkoła              |
| --- | ------------------- | ------------------- |
| 1.  | Nolan Hertel        | Wisconsin–La Crosse |
| 2.  | Tyler Shilson       | Augsburg            |
| 3.  | Jake Deguire        | Springfield         |
| 4.  | Zeke Smith          | Loras               |
| 5.  | Ryan Luth           | Washington and Lee  |
| 6.  | David Hollingsworth | Wartburg            |
| 7.  | Peter Kane          | Williams            |
| 8.  | Ryan Smith          | Stevens IT          |

#### 165 lb
| Lp. | Zawodnik             | Szkoła              |
| --- | -------------------- | ------------------- |
| 1.  | Nathan Lackman       | Rhode Island        |
| 2.  | Matt Lackman         | Alvernia            |
| 3.  | Noah Leisgang        | Wisconsin–La Crosse |
| 4.  | Nicholas Sacco       | New Jersey          |
| 5.  | Cooper Willis        | Augsburg            |
| 6.  | Cooper Pontelandolfo | New York            |
| 7.  | Nathan Fuller        | Wartburg            |
| 8.  | Jordan Hardrick      | Ohio Northern       |

#### 174 lb
| Lp. | Zawodnik        | Szkoła               |
| --- | --------------- | -------------------- |
| 1.  | Zane Mulder     | Wartburg             |
| 2.  | Jared Stricker  | Wisconsin–Eau Claire |
| 3.  | Seth Brossard   | Wisconsin–La Crosse  |
| 4.  | Charlie Grygas  | Oswego State         |
| 5.  | Stefan Major    | Stevens IT           |
| 6.  | LJ Richardson   | Coe                  |
| 7.  | Seth Goetzinger | Augsburg             |
| 8.  | Anson Dewar     | Muhlenberg           |

#### 184 lb
| Lp. | Zawodnik                      | Szkoła                 |
| --- | ----------------------------- | ---------------------- |
| 1.  | Jaritt Shinhoster             | Wisconsin–Whitewater   |
| 2.  | Shane Liegel                  | Loras                  |
| 3.  | Donovan Corn                  | Luther College         |
| 4.  | Bentley Schwanebeck-Ostermann | Augsburg               |
| 5.  | David McCullough              | US Coast Guard Academy |
| 6.  | Colby Giroux                  | Rochester IT           |
| 7.  | Charles Baczek                | Wabash                 |
| 8.  | Mahlic Sallah                 | Roanoke                |

#### 197 lb
| Lp. | Zawodnik           | Szkoła                 |
| --- | ------------------ | ---------------------- |
| 1.  | Massoma Endene     | Wartburg               |
| 2.  | Coy Spooner        | US Coast Guard Academy |
| 3.  | Chibueze Chukwuezi | Ithaca                 |
| 4.  | Dylan Harr         | Johnson & Wales        |
| 5.  | Doug Byrne         | Baldwin Wallace        |
| 6.  | Tyler Hannah       | Wisconsin–Platteville  |
| 7.  | Beau Yineman       | Wisconsin–Oshkosh      |
| 8.  | Josh Harkless      | Rochester IT           |

#### 285 lb
| Lp. | Zawodnik        | Szkoła                 |
| --- | --------------- | ---------------------- |
| 1.  | Jack Heldt      | Wabash                 |
| 2.  | Kaleb Reeves    | Coe                    |
| 3.  | Tyler Kim       | Augsburg               |
| 4.  | Darryl Aiello   | Dubuque                |
| 5.  | Donovan King    | Olivet                 |
| 6.  | Jake Peavey     | Southern Maine         |
| 7.  | Carl DiGiorgio  | US Coast Guard Academy |
| 8.  | Michael Douglas | Wisconsin–La Crosse    |